# Dominik Locqueneux
Dominik Locqueneux est une personnalité belge du monde des courses hippiques, driver et entraîneur de trotteurs, né le 21 juillet 1975 à Roulers en Flandre-Occidentale.

## Carrière
Fils d'entraineur, Dominik Locqueneux commence à 14 ans une carrière dans le monde du trot. D'abord jockey, il se spécialise deux ans plus tard dans l'attelé.
Arrivé deuxième du Prix d'Amérique 2006 au sulky de Gigant Neo, il en est déclaré vainqueur à la suite du déclassement de Jag de Bellouet pour contrôle antidopage positif.
Il décide de devenir entraineur en 2013.

## Palmarès driver

### GroupesI
- Prix d'Été 2000 (First de Retz)
- Critérium des 3 ans 2000 (Jain de Béval)
- Prix de France 2001 (Gobernador), 2003 (Hilda Zonett)
- Prix de l'Étoile 2001 (Kiss Melody)
- Prix Albert-Viel 2001 (Kiss Melody)
- Prix de l'Atlantique 2001 (Gobernador)
- Critérium des Jeunes 2002 (Look de Star)
- Prix d'Amérique 2006 (Gigant Neo)
- Critérium des 4 ans 2013 (Voltigeur de Myrt)
- Grand Prix de l'UET 2000 (Com Karat), 2002 (Kiss Melody)
- Grand Prix Orsi Mangelli 2002 (Léda d’Occagnes)
- Championnat européen des 5 ans 2004 (Tsar d’Inverne)

### GroupesII

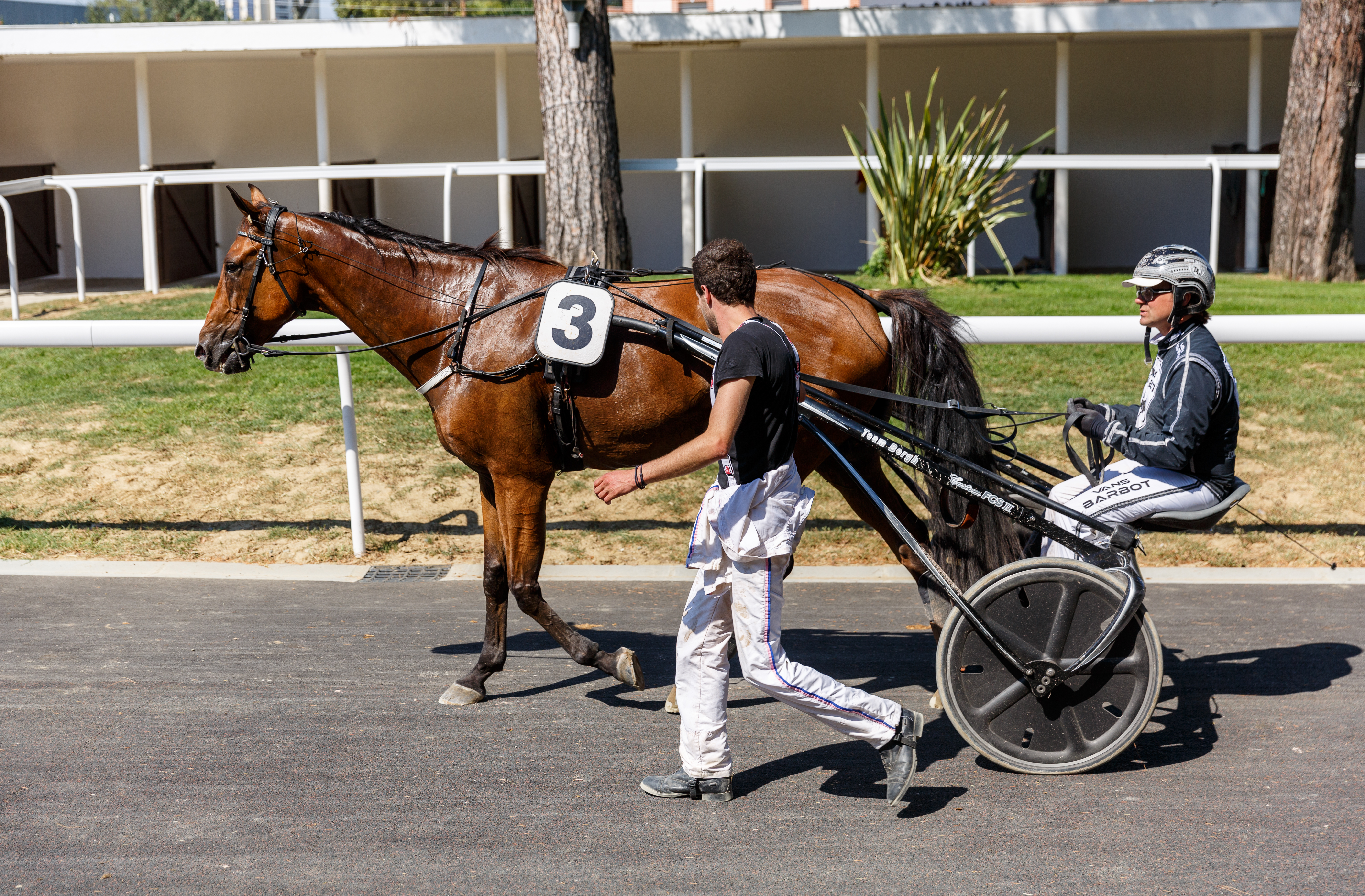
Dominik Locqueneux avec Bazir Dimanche en 2016.

- Prix Emmanuel-Margouty 2000 (Ksar d'Algot), 2008 (Showtime Bourbon)
- Prix Roquépine 2000 (Jolie d'Espalion)
- Prix Une de Mai 2000 (Kiss Melody), 2001 (Leda d'Occagnes)
- Prix Guy-Le-Gonidec 2001 (Jain de Béval)
- Prix Paul-Viel 2001 (Ksar d'Algot)
- Prix Ozo 2001 (Kiss Melody)
- Prix Paul-Karle 2002 (Look de Star)
- Prix Gaston-de-Wazières 2002 (Kiss Melody), 2003 (Liberté)
- Prix Jules-Thibault 2002 (Kiss Melody)
- Prix de Croix 2002 (Jain de Beval)
- Prix Phaéton 2002 (Kitko), 2013 (Voltigeur de Myrt)
- Prix Paul-Leguerney 2002 (Kiss Melody), 2009 (Ravanella)
- Prix du Plateau de Gravelle 2004 (Tsar d'Inverne)
- Prix de Buenos-Aires 2005 (Lass Drop)
- Prix Jockey 2006 (Nahar de Beval), 2011 (Son Alezan)
- Prix Ariste-Hémard 2009 (Renommée d'Obret)
- Clôture du Grand National du trot 2011 (Quif de Villeneuve)
- Prix Marcel-Laurent 2012 (Partout Simoni)
- Grand Prix du Conseil général des Alpes-Maritimes 2014 (Going for Gold Zaz)